# Vireo masteri
Vireo masteri  (лат.) — вид воробьинообразных птиц из семейства виреоновых. Обитают в западной части Колумбии и недавно были обнаружены в северо-западной части Эквадора.

## История изучения
Вид не был описан до 1996 года. Научное название было выбрано по итогам аукциона (средства собирались на сохранения мест обитания птиц) и в итоге дано в честь победителя — доктора Бернарда Мастера, на пожертвования которого был создан первый в Колумбии птичий резерват.

## Описание
Длина тела 11-11.5 см. Вес 11-11.4 г. На голове оливковая корона. Зелёный цвет становится ярче и интенсивнее на верхних частях тела птицы.
МСОП присвоил виду охранный статус NT.